# برگ‌نمدی (سرده)
برگ نمدی، گاو پنبه، ابوتیلون (نام علمی: Abutilon) نام یک سرده از تیره پنیرکیان است. این جنس در ایران پنج گونه گیاه علفی یکساله و چندساله و غالباً درختچه‌ای دارد.
ابوتیلون گل گاوپنبه‌ای ، ابوتیلون فانوسی ، ابوتیلون زینتی ...
نام علمی گونه های موجود در ایران عبارتند از:
| A. theophrasti | A. muticum | A. hirtum | A. fruticosum | Abutilon bidentatum |

### ریشه شناسی نام سرده Abutilon
نام علمی سرده Abutilon از واژه ای عربی گرفته شده(a) و یک اسم عربی است که ابوعلی سینا برای این گیاه یا گیاهی مشابه آن از تیره پنیرک (Malvaceae) بکار برده بود.

## نگارخانه

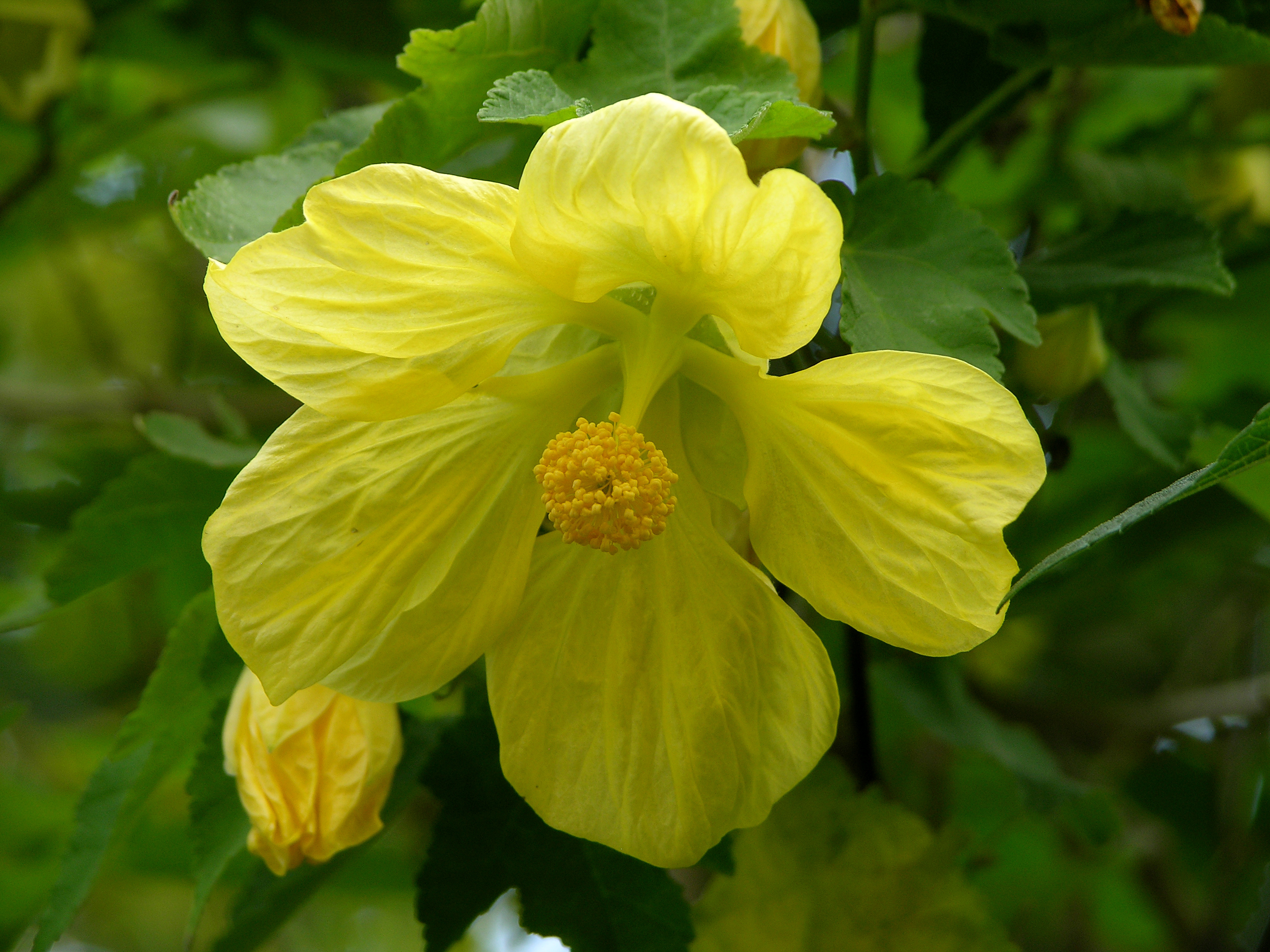
Moonchimes
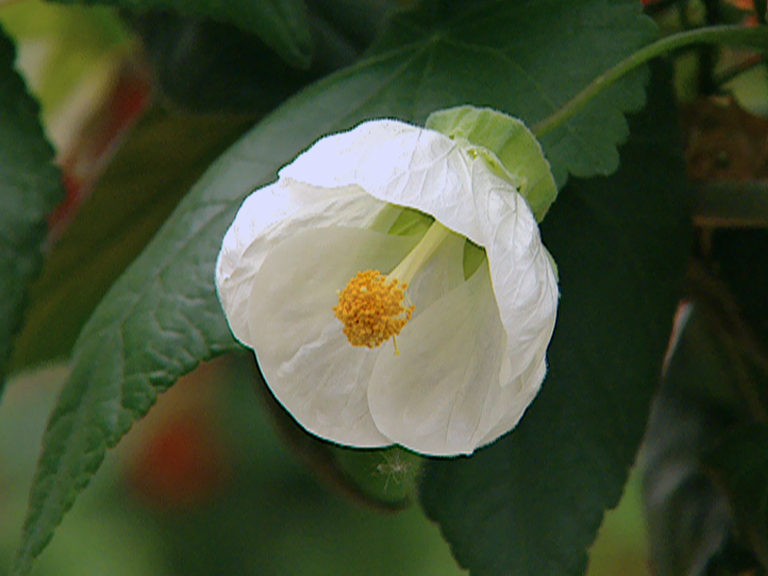
Blüte von Zimmerahorn
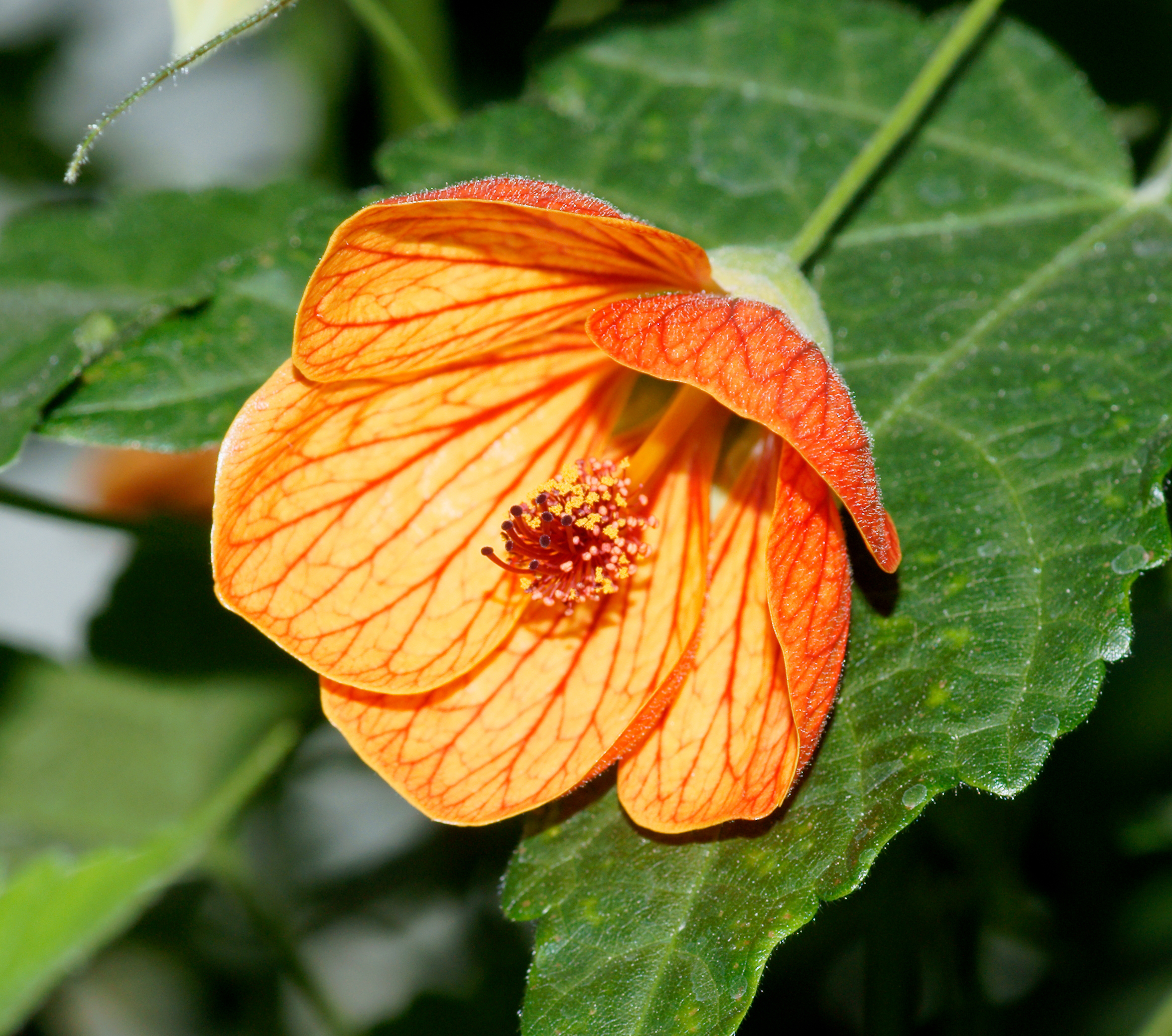
Indian mallow
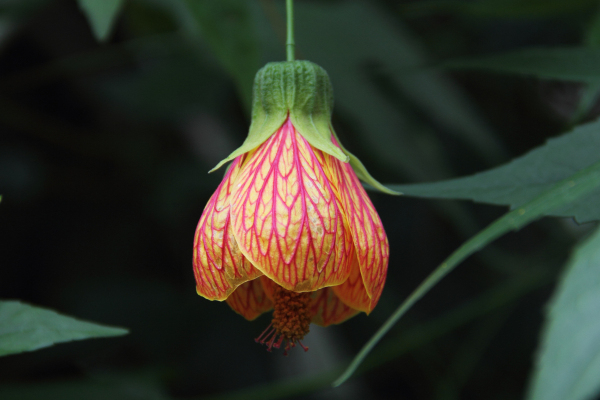
ابوتیلون گل گاوپنبه‌ای
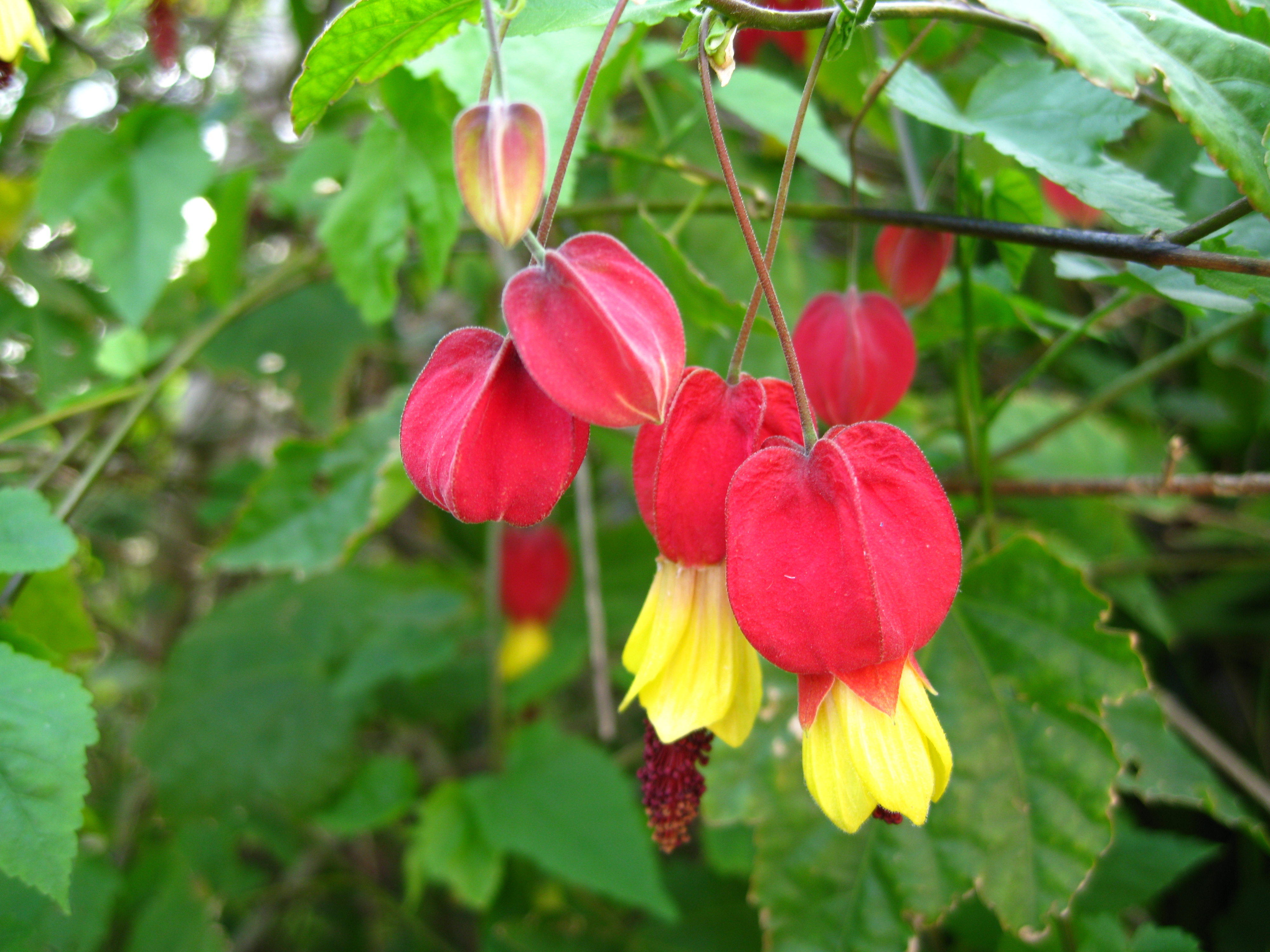
ابوتیلون فانوسی
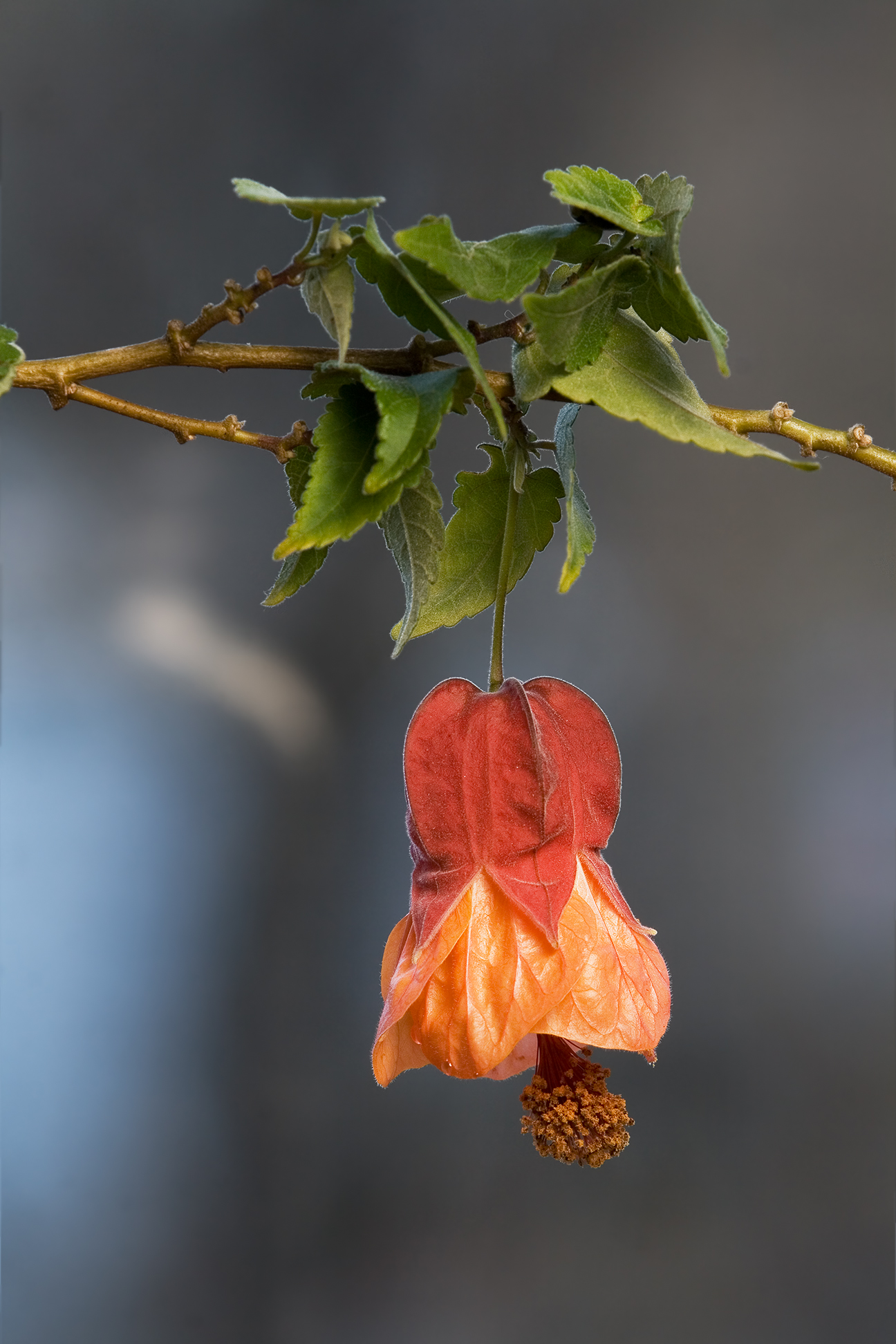
ابوتیلون فانوسی Abutilon × hybridum